# J. Robert Sims
J. Robert Sims (Bernards Township, c. 1941) é um engenheiro químico, mecânico e inventor estadunidense, ex-engenheiro pesquisador da ExxonMobil, que foi presidente da Sociedade dos Engenheiros Mecânicos dos Estados Unidos em 2014–2015.
Sims é conhecido como "autoridade em tecnologias baseadas em risco, equipamentos de alta pressão, avaliação de integridade mecânica e análise de Fitness-para-Serviço, incluindo análise de fratura frágil".

## Biografia
Sims obteve o bacharelado em engenharia em 1963 na Vanderbilt University School of Engineering.
Após a graduação começou a trabalhar na ExxonMobil, onde permaneceu durante mais de 30 anos. Especializou-se em equipamentos de pressão Em 1998 foi para a Becht Engineering, onde tornou-se senior engineering fellow.
Em 2014-2015 foi presidente da Sociedade dos Engenheiros Mecânicos dos Estados Unidos.

## Publicações selecionadas
- Sims, J. Robert. Guide to Life Cycle Management of Pressure Equipment Integrity, American Society of Mechanical Engineers, 2009.
- Sims, J. Robert. Roadmap to Develop ASME Code Rules for the Construction of High Temperature Gas Cooled Reactors (HTGRS). ASME Standards Technology LLC, 2012.

Artigos selecionados
- DePadova, Tracy A., and J. Robert Sims. "Fitness for service local thin areas comparison of finite element analysis to physical test results." No. CONF-950740--. American Society of Mechanical Engineers, New York, NY (United States), 1995.
- Han, K., Embury, J. D., Sims, J. R., Campbell, L. J., Schneider-Muntau, H. J., Pantsyrnyi, V. I., ... & Vorobieva, A. (1999). "The fabrication, properties and microstructure of Cu–Ag and Cu–Nb composite conductors." Materials Science and Engineering: A, 267(1), 99-114.

Patentes selecionadas
- Sims, J. Robert, "Process energy recovery," patent US 4288406 A,
- Sims, J. Robert, "Apparatus and method for recovering energy from pressurised reactor effluent," patent EP 0044738 A1, Jan 27, 1982
- Sims Jr, J. Robert, Willard N. Mitchell, and Charles W. Williamson. "Process for tubular water-bath polypropylene films." U.S. Patent No. 4,203,942. 20 May 1980.

## Ligações edxternas
- J. Robert Sims, National Academy of Engineering